# Helmut Lachenmann
Helmuth Lachenmann (født 27. november 1935) er en tysk komponist, pianist og musikforsker.
Han har skrevet musik i de fleste genrer.